# Julian Jenner
Julian Christopher Jenner (ur. 28 lutego 1984 w Delfcie) – piłkarz holenderski grający na pozycji bocznego pomocnika.

## Życiorys
Jenner pochodzi z miasta Delft leżącego w aglomeracji Hagi. Jego pierwszym klubem był tamtejszy DHC Delft, ale potem trafił do juniorów NAC Breda, a w 2003 roku do seniorów tego klubu. W Eredivisie zadebiutował 1 maja 2004 w zremisowanym 2:2 wyjazdowym meczu z AZ Alkmaar i był to jego jedyny mecz w sezonie 2003/2004. W sezonie 2004/2005 zagrał w 5 meczach i zdobył 1 gola (z ADO Den Haag), a miejsce w pierwszej jedenastce klubu z Bredy wywalczył na początku sezonu 2005/2006. Strzelił wówczas mało 3 gole w lidze i pomógł NAC w utrzymaniu w lidze. Jennerem zainteresował się trener AZ Alkmaar, Louis van Gaal i latem 2006 dość niespodziewanie zawodnik przeszedł do tego klubu za pół miliona euro. W AZ, z którym dotarł do ćwierćfinału Pucharu UEFA, był czwartym napastnikiem w hierarchii i rezerwowym dla Szoty Arweladze, Danny'ego Koevermansa oraz Moussy Dembélé, dlatego po 2 latach gry odszedł do Vitesse Arnhem. Wiosną 2010 grał w Rot Weiss Ahlen, a latem wrócił do Vitesse. Na rundę wiosenną sezonu 2010/11 został wypożyczony do NAC Breda. Następnie grał w Ferencvárosi TC, Diósgyőri VTK i Notts County.
| Sezon   | Klub            | Kraj     | Rozgrywki     | Mecze | Bramki |
| ------- | --------------- | -------- | ------------- | ----- | ------ |
| 2003/04 | NAC Breda       | Holandia | Eredivisie    | 1     | 0      |
| 2004/05 | NAC Breda       | Holandia | Eredivisie    | 5     | 1      |
| 2005/06 | NAC Breda       | Holandia | Eredivisie    | 29    | 3      |
| 2006/07 | AZ Alkmaar      | Holandia | Eredivisie    | 25    | 2      |
| 2007/08 | AZ Alkmaar      | Holandia | Eredivisie    | 21    | 3      |
| 2008/09 | Vitesse Arnhem  | Holandia | Eredivisie    | 21    | 0      |
| 2009/10 | Vitesse Arnhem  | Holandia | Eredivisie    | 4     | 0      |
| 2009/10 | Rot Weiss Ahlen | Niemcy   | 2. Bundesliga | 11    | 1      |
| 2010/11 | Vitesse Arnhem  | Holandia | Eredivisie    | 14    | 3      |
| 2010/11 | NAC Breda       | Holandia | Eredivisie    | 11    | 2      |
| 2011/12 | Vitesse Arnhem  | Holandia | Eredivisie    | 10    | 1      |
| 2012/13 | Ferencvárosi TC | Węgry    | NB I          | 20    | 5      |
| 2013/14 | Ferencvárosi TC | Węgry    | NB I          | 25    | 4      |
| 2014/15 | Diósgyőri VTK   | Węgry    | NB I          | 6     | 0      |
| 2015/16 | Notts County    | Anglia   | League Two    | 11    | 0      |